# Moce ciemności
Moce ciemności (oryg. Hellbound) – amerykański film fabularny z 1994 roku w reżyserii Aarona Norrisa.

## Fabuła
Dwoje policjantów, Frank Shatter i Calvin Jackson, są na tropie wcielenia zła, nieśmiertelnego mordercy, Malcolma Lockleya, który, wykorzystując swoją nadprzyrodzoną moc, zabija świętych mężów, którzy wiele lat temu stali się właścicielami fragmentów starożytnego berła, umożliwiającego przejęcie władzy nad światem siłom ciemności.

## Obsada
- Chuck Norris - Frank Shatter
- Calvin Levels -  Calvin Jackson
- Christopher Neame - Malcolm Lockley
- Sheree J. Wilson - Leslie
- David Robb - Król Ryszard
- Rachel Elner - Laurie
- Cherie Franklin - Kapitan Hull

i inni